# Berlevåg
Berlevåg là một đô thị hạt Finnmark, Na Uy. Trung tâm hành chính của đô thị này là làng Berlevåg. Berlevåg đã được tách khỏi đô thị Tana để hình thành một đô thị riêng của mình ngày 1 tháng 7 năm 1913.
Đô thị này nằm ở phần phía bắc của bán đảo Varanger, đối diện với biển Barents mở. Có hai khu định cư ở các đô thị của Berlevåg: làng Berlevåg và làng Kongsfjord (với khoảng 45 người).